# پاسکین (ویسکانسین)
پاسکین (به انگلیسی: Poskin) یک منطقهٔ مسکونی در ایالات متحده آمریکا است که در شهرستان بارون، ویسکانسین واقع شده‌است. پاسکین ۳۶۳٫۹۴ متر بالاتر از سطح دریا واقع شده‌است.